# Bazylika św. Witalisa w Rawennie

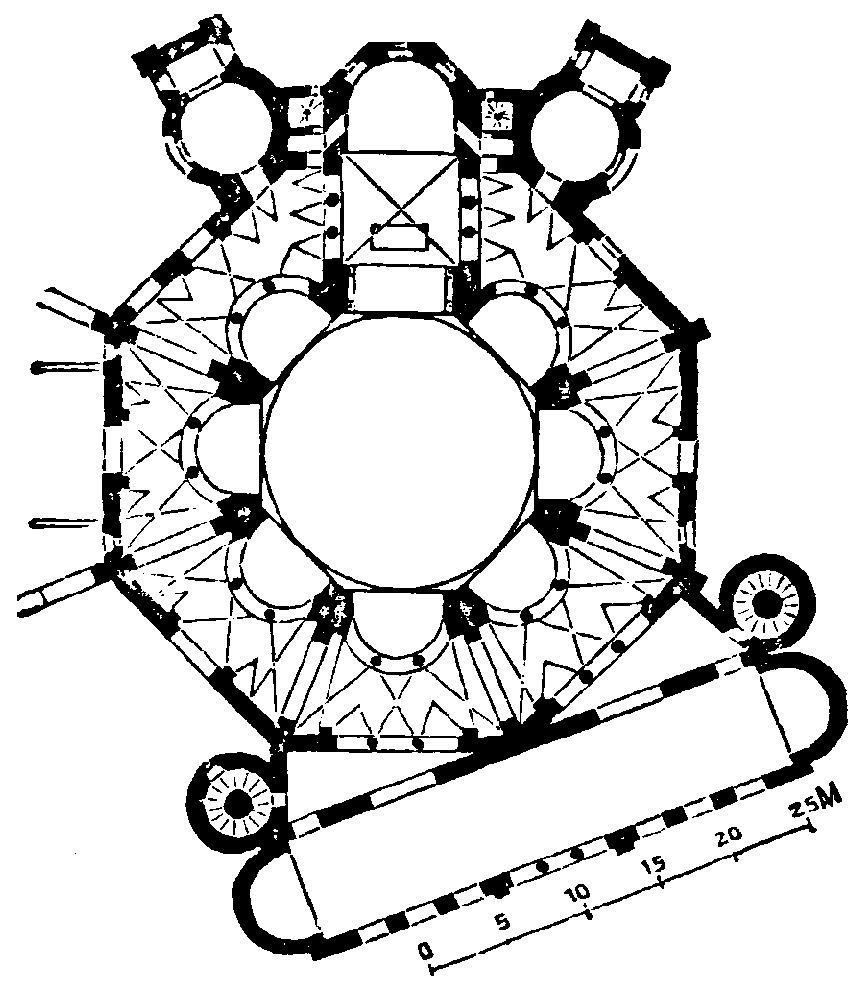
Plan bazyliki

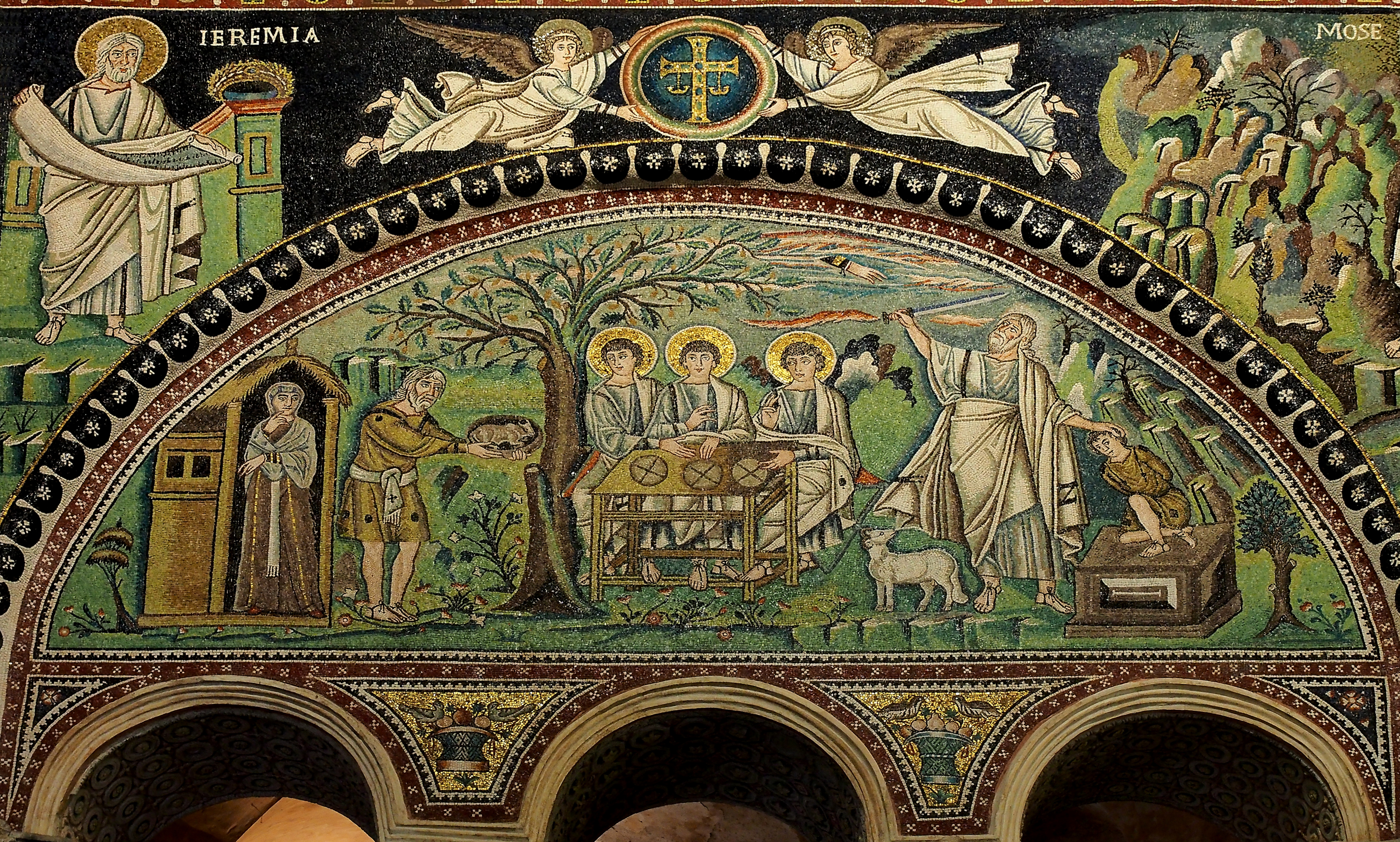
Mozaiki "Abraham i trzej aniołowie" i "Ofiara Izaaka"

Bazylika św. Witalisa, wł. Basilica di San Vitale – jeden z zabytków Rawenny i ważniejszych przykładów sztuki bizantyjskiej w Europie zachodniej. San Vitale, ku czci św. Witalisa, męczennika, znajduje się na liście Światowego Dziedzictwa UNESCO.
Budowę kościoła rozpoczęto w czasach gockiego króla ludów Teodoryka Wielkiego, w roku 527 i ukończono w roku 548, za panowania cesarza Justyniana. Architekt nie jest znany. Budowla jest znana z najlepiej zachowanych poza Konstantynopolem bizantyjskich mozaik,  sponsorowana ponoć przez greckiego bankiera. Całkowity koszt budowy wynosił ponad 26 000 sztuk złota. Prawdziwym fundatorem był prawdopodobnie cesarz bizantyjski Justynian Wielki, który poprzez budowę świątyni chciał podkreślić potęgę państwa.
Kościół, w przeciwieństwie do typowej bazyliki, został wzniesiony na planie ośmioboku z niszami, otaczanego przez również ośmioboczne obejście z emporami i wydzielonym prezbiterium, do którego przylegają dwie kaplice: prothesis i diaconicon, typowe dla świątyń bizantyjskich. Narteks dostawiony jest ukośnie do budowli, flankują go dwie wieżyczki ze schodami.
Wnętrze jest bogato dekorowane mozaikami. Nad kolumnadą w nawie głównej znajdują się freski ze scenami ze Starego Testamentu: historia Abrahama, Melchizedeka, scena ofiary z Izaaka, życie Mojżesza, Jeremiasza, Izajasza oraz historia Abla i Kaina. Ponadto wnętrze jest ozdobione 15 medalionami-mozaikami, przedstawiającymi Jezusa, apostołów oraz św. Gerwazego.
Na ścianach apsydy znajdują się dwie słynne mozaiki, ukończone w roku 548, które przedstawiają cesarza Justyniana, ubranego w purpurowy płaszcz ze złotą aureolą, stojącego w otoczeniu biskupa Maksymiana i gwardii. Po drugiej stronie znajduje się cesarzowa Teodora w bogatym stroju, otoczona służbą.
Na kościele San Vitale wzorowano karolińską kaplicę w Akwizgranie (zob. Katedra w Akwizgranie oraz Kaplica pałacowa w Akwizgranie).

## Mozaiki

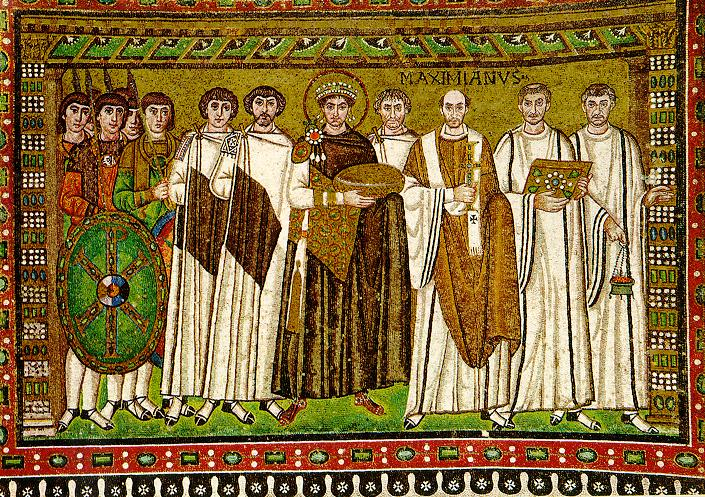
Cesarz Justynian I Wielki wśród dostojników
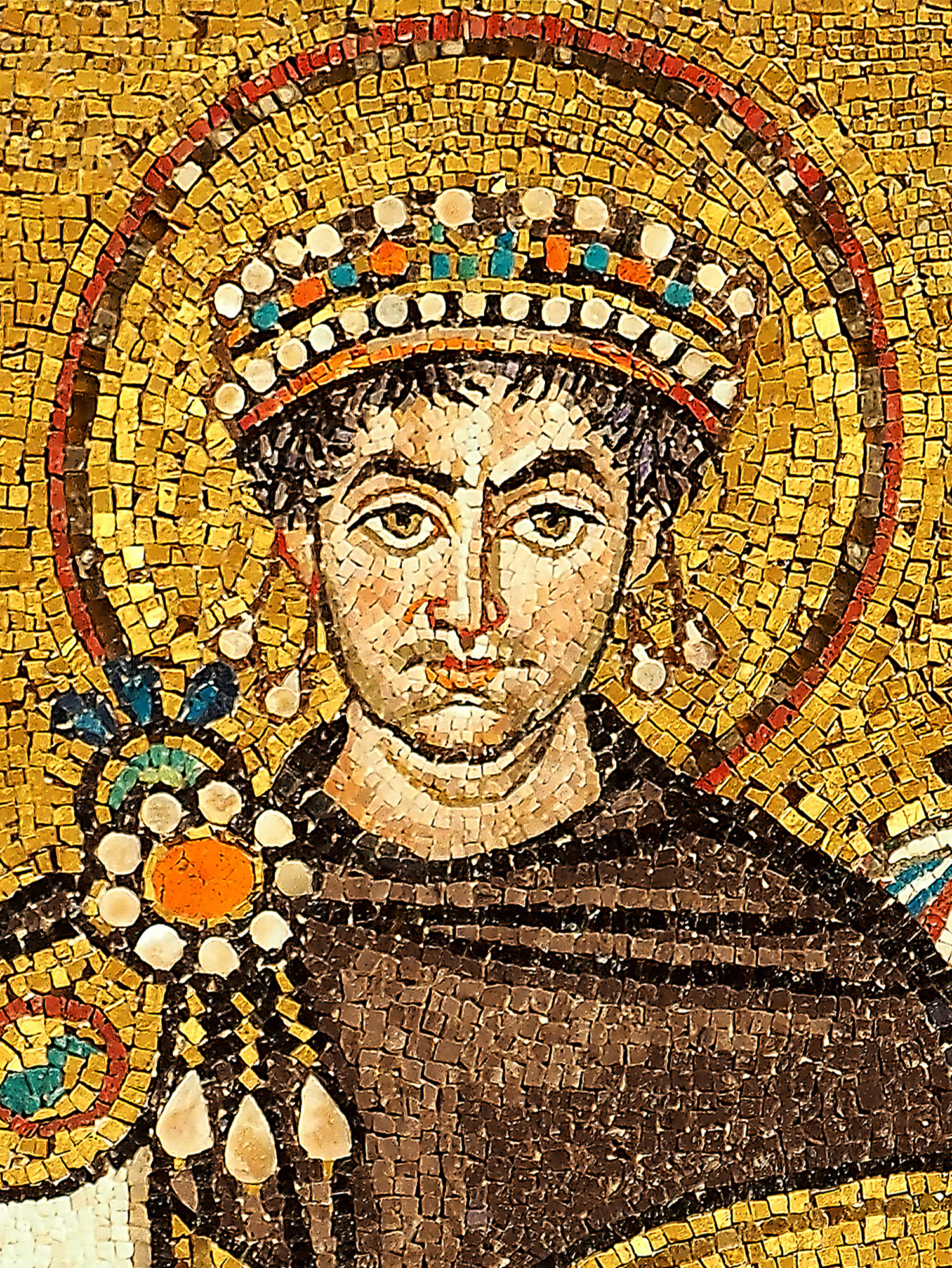
Cesarz Justynian
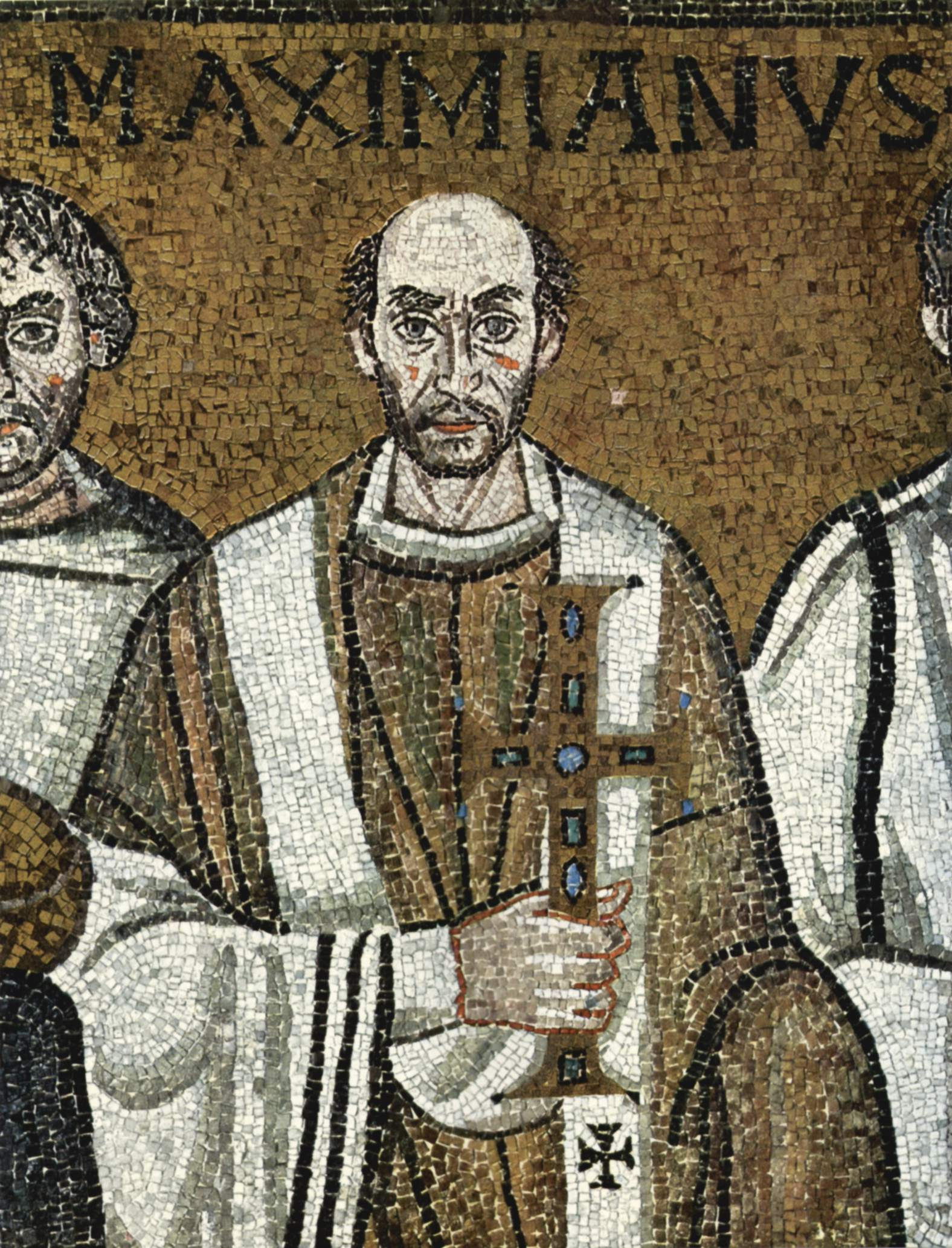
Biskup Maksymian
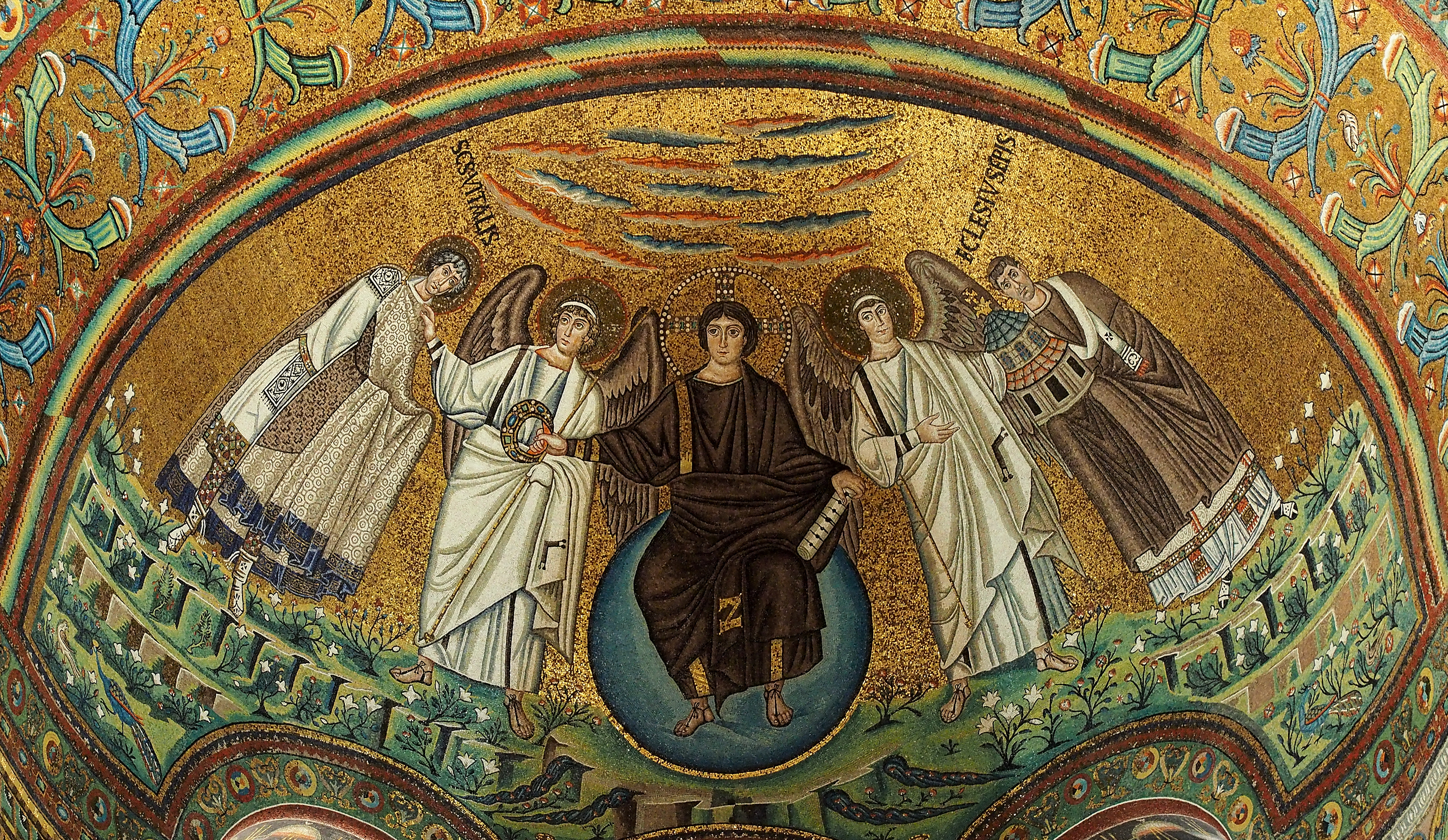
Kopuła nad chórem
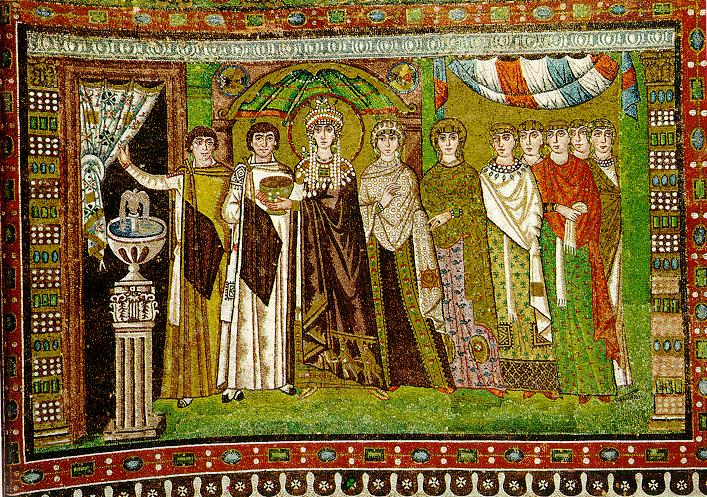
Cesarzowa Teodora i jej orszak
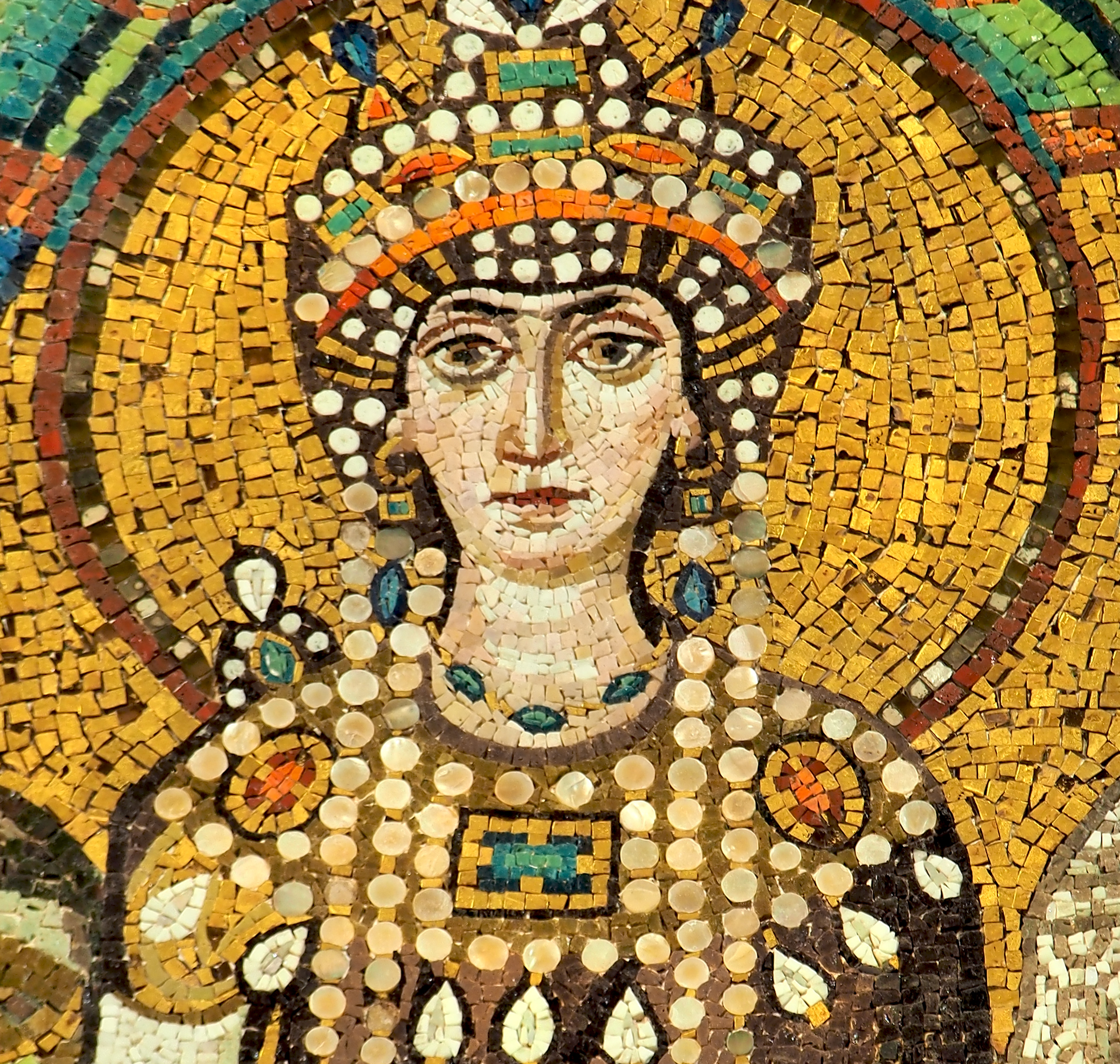
Cesarzowa Teodora
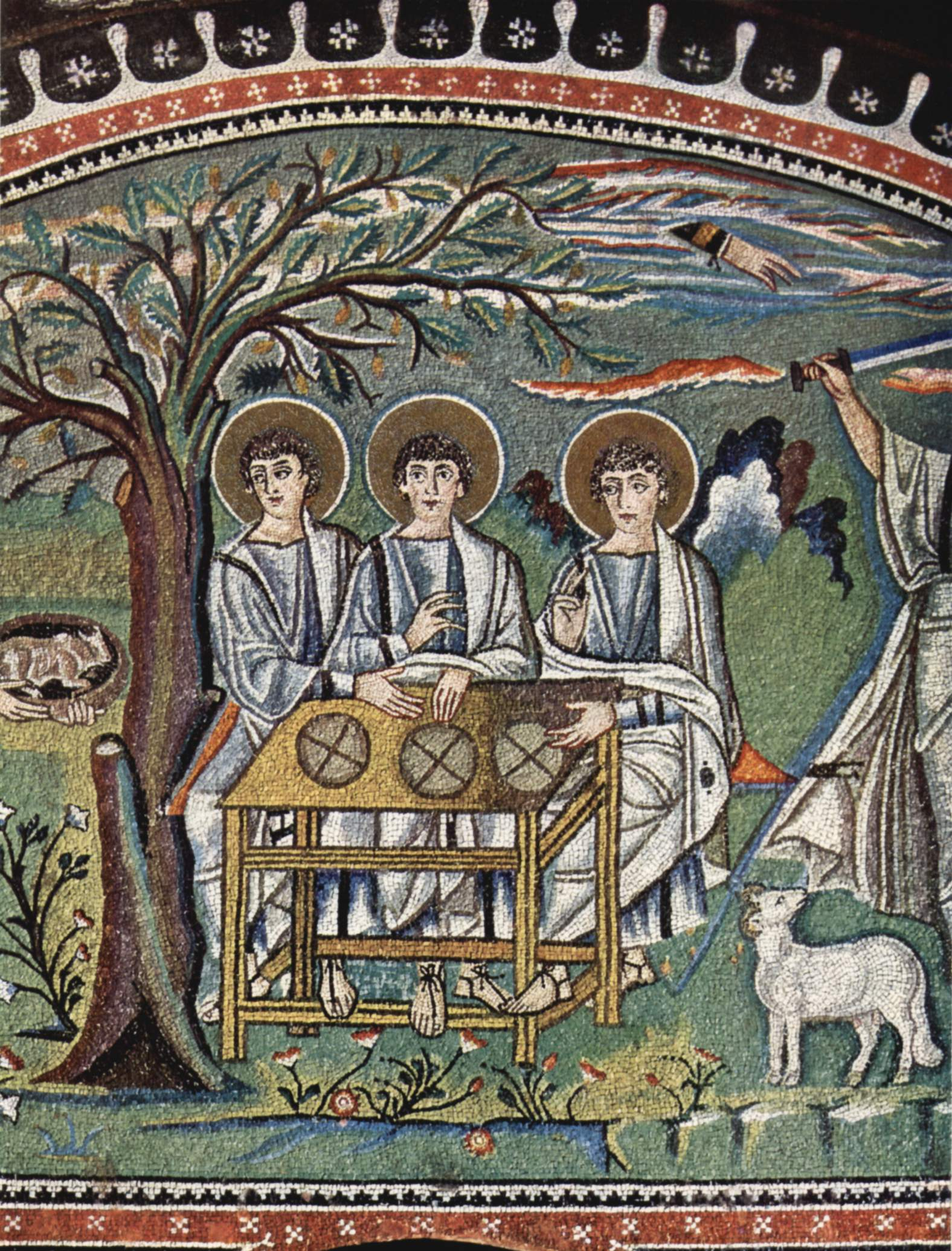
Fragment mozaiki "Abraham i trzej aniołowie"
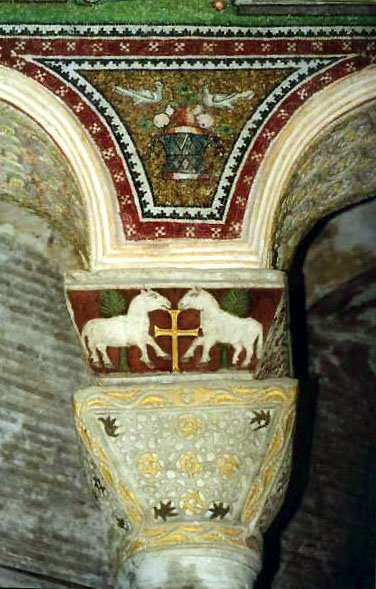
Mozaiki i jeden z kapiteli